# 3. maj
3. maj je 123. dan leta (124. v prestopnih letih) v gregorijanskem koledarju. Ostaja še 242 dni.

## Dogodki
- 1385 – v celjski grofiji oblast prevzame Herman II. Celjski
- 1494 – Krištof Kolumb odkrije Jamajko
- 1791 – Republika obeh narodov sprejme prvo v zgodovini Evrope ustavo modernega tipa, znano kot Ustava tretjega maja
- 1941 – Italija si priključi Ljubljansko pokrajino (Ljubljano, Notranjsko in Dolenjsko)
- 1944 – v harvardskih laboratorijih prvič sintetizirajo kinin
- 1945:
  - britanska vojska zavzame Hamburg
  - anglo-indijska vojska osvobodi Burmo
  - Narodni odbor za Slovenijo imenuje narodno vlado
- 1946 – začne se tokijski proces
- 1956 – začne se prvo svetovno prvenstvo v judu
- 1960 – Švedska, Danska, Avstrija, Portugalska, Združeno kraljestvo, Švica, Lihtenštajn in Norveška se povežejo v Evropsko združenje za prosto trgovino (European Free Trade Association/EFTA)
- 1979 – Margaret Thatcher postane prva predsednica vlade Združenega kraljestva
- 1990 – Latvija razglasi neodvisnost
- 1995 – konec dvodnevnega srbskega raketnega napada na Zagreb (umrlo je 6 meščanov, ranjenih je bilo 176)

## Rojstva
- 612 – Konstantin III., bizantinski cesar († 641)
- 1217 – Henrik I., ciprski kralj († 1253)
- 1428 – Pedro Gonzáles de Mendoza, španski kardinal, državnik († 1495)
- 1469 – Niccolò Machiavelli, italijanski filozof, politik, pisatelj († 1527)
- 1662 – Matthäus Daniel Pöppelmann, nemški arhitekt († 1736)
- 1678 – Amaro Pargo, španski gusar († 1747)
- 1713 – Alexis Claude Clairaut, francoski matematik, astronom († 1765)
- 1748 – Emmanuel Joseph Sieyès, imenovan tudi Abbe Sieyes , francoski duhovnik, revolucionar in politik († 1836)
- 1826 – Karl XV. Švedski († 1872)
- 1860 – Vito Volterra, italijanski matematik, fizik († 1940)
- 1893 – Konstantin Gamsahurdia, gruzinski pisatelj († 1975)
- 1897 – Krishna Menon, indijski politik († 1974)
- 1898 – Golda Meir, izraelska predsednica vlade († 1978)
- 1901 – Gino Cervi, italijanski filmski igralec († 1974)
- 1902 – Alfred Kastler, francosko-nemški fizik, nobelovec 1966 († 1984)
- 1903 – Bing Crosby, ameriški pevec († 1977)
- 1919 – Pete Seeger, ameriški glasbenik
- 1933 – James Brown, ameriški pevec († 2006)
- 1933 – Steven Weinberg, ameriški fizik, nobelovec († 1979)
- 1934 – Frankie Valli, ameriški pevec
- 1942 – Věra Čáslavská, češka gimnastičarka
- 1975 – Maksim Mrvica, hrvaški pianist
- 1991 – Carlo Acutis, italijanski dijak, programer, blaženi († 2006)

## Smrti
- 1152 – Matilda Boulognjska, angleška kraljica, žena kralja Štefana Angleškega (* 1105)
- 1252 – Günther von Wüllersleben, veliki mojster vitezov križnikov
- 1257 – Katarina Angleška, angleška princeska (* 1253)
- 1270 – Béla IV., madžarski kralj (* 1206)
- 1294 – Ivan I., vojvoda Brabanta in Limburga (* 1252)
- 1311 – Sigfrid iz Feuchtwangna, 15. veliki mojster vitezov križnikov
- 1330 – Aleksej II. Veliki Komnen, trapezuntski cesar (* 1282)
- 1410 – protipapež Aleksander V. (* 1339)
- 1481 – Mehmed II. Osvajalec, turški sultan (* 1432)
- 1616 – William Shakespeare, angleški dramatik (* 1564)
- 1758 – Papež Benedikt XIV., papež italijanskega rodu (* 1675)
- 1834 – grof Aleksej Andrejevič Arakčejev, ruski general, državnik (* 1769)
- 1881 – Josip Jurčič, slovenski pisatelj, časnikar (* 1844)
- 1903 – Simon Rutar, slovenski zgodovinar, geograf (* 1851)
- 1930 – Simon Ogrin, slovenski slikar (* 1851)
- 1932 – Anton Wildgans, avstrijski pesnik, dramatik (* 1881)
- 1944 – Anica Černej, slovenska pesnica (* 1900)
- 1961 – Maurice Merleau-Ponty, francoski filozof (* 1908)
- 1975 – France Veber, slovenski filozof (* 1890)
- 1988 – Lev Semjonovič Pontrjagin, ruski matematik (* 1908)
- 1991 – Jerzy Kosinski, poljski pisatelj judovskega rodu (* 1933)
- 2014 – James Oberstar, ameriški kongresnik slovenskega rodu (* 1934)

## Prazniki in obredi
- god: Sv. Filip in Jakob, apostola (Rimskokatoliška cerkev)
- Japonska – spominski dan ustanovitve (憲法記念日)
- svetovni dan svobode tiska